# 恋文 (さだまさしのアルバム)
『恋文』（こいぶみ）は、シンガーソングライターさだまさしの2004年9月23日発表のソロ30枚目のオリジナル・アルバム。本作の3曲目に表題曲が収録されており、また同年9月から翌年4月までの、さだまさしコンサートツアーにも同じタイトルが用いられた。

## 収録曲
1. 愛
想っている人に向けて「会いたい」という気持ちを素直に表現した「恋文」を表した曲。
特殊なチューニングを行った3本のギターを曲のベースに用いている。
2. 決心 〜ヴェガへ〜
愛する人の元へ向かう決心をして夜汽車に乗る女性とそれを見送る男性の祝福の気持ちを描いたラヴソング。
曲中には、さだが尊敬する宮沢賢治を象徴する語句が用いられている。
3. 恋文
さだ曰く、「グレープ」らしさが全面に押し出されていると評される、二度と逢えない人に向けた恋文を書き止める様子を表現した曲。
4. 黄昏坂
恋や生活において、必ず存在する「相対矛盾」を恋人と別れる女性の心境を用いて表現した曲。
5. やさしい歌になりたい
この年、古希を迎えたコメディアンにしてコント55号の片割れ、坂上二郎に向けたお祝いの曲。
さだは、ビートたけしをして「最高の受け役」と言わしめた坂上のように、様々な人の心を受け止められるようになりたいと語っている。
6. ローズ・パイ
さだのアルバム『夢供養』に収録されている「パンプキン・パイとシナモン・ティー」の続編。
喫茶店のマスターの息子と自分の娘との恋の模様を親として年長者として見守る、という内容の作品。
7. 春爛漫
恋でも人生でも季節でも、辛い後には必ず春の様な心癒される時が来るという、さだ流の応援歌。
2008年から両国国技館で行われるカウントダウンコンサートでは新しい年の一発目に歌う事になっている。
8. ふたつならんだ星 〜アルビレオ〜
白鳥座のアルビレオを、かつての恋人と当時の弱い自分に見立てて当時を振り返る女性の心理を表現したラヴソング。
9. 遙かなるクリスマス
さだが作った反戦歌の傑作。イラク戦争に対するさだの意見と、現代を生きている我々が普段、無意識にも思ってしまう「戦争」というものを歌っている。2004年の『第55回NHK紅白歌合戦』で歌われた。
10. ちいさなおばあさん
年老いても亡くなった恋人を何時までも想う一途な女性の心理を表した曲。
11. 愛 〜エピローグ〜
序曲と同じタイトルであるが、こちらはもう逢えなくなってしまった人に向けての「愛」を表現している。

- 全曲とも作詩[1]・作曲：さだまさし。また、「恋文」「黄昏坂」の2曲はクレジットが「グレープ」となっている。

## 主な参加ミュージシャン
- 吉田政美（元グレープ）